# Bataille de Podajce
La bataille de Podajce est une bataille dans le cadre de la grande guerre Turque, elle a opposé le khanat de Crimée à la république des Deux Nations entre le 8 et 9 septembre 1698. 
La bataille se solde par une victoire polonaise. En plus d'être l'une des dernières bataille du conflit, cette bataille fût la dernière bataille entre les polonais et tatars ainsi que la dernière bataille polonaise de la guerre.